# ケビン・ハーター
ケビン・ジョセフ・ハーター（Kevin Joseph Huerter, 1998年8月27日 - ）は、アメリカ合衆国ニューヨーク州オールバニ出身のプロバスケットボール選手。NBAのシカゴ・ブルズに所属している。ポジションはシューティングガードまたはスモールフォワード。

## 経歴

### ハイスクール
地元のシェネンデホーワ高等学校に在籍し、バスケットボールに加えて野球（中堅手）もしていた。野球のチームメートにはイアン・アンダーソンがいた。

### カレッジ
高校卒業後はメリーランド州のメリーランド大学カレッジパーク校に2年間在籍し、2018年のNBAドラフトにアーリーエントリーした。

### アトランタ・ホークス
2018年のNBAドラフトにて1巡目全体19位でアトランタ・ホークスから指名され、7月1日にルーキー契約を結んだ。2018-19シーズン、このシーズンは75試合（先発59試合）で平均27.3分に出場し、9.7得点、3.3リバウンド、2.9アシスト、0.9スティールなどを記録し、NBAオールルーキーチーム（2nd）に選出された。チームメートのトレイ・ヤングは1stチームに選出された。
2019-20シーズンは56試合に出場して平均31.4分に出場し、12.2得点、4.1リバウンド、3.8アシスト、0.9スティールなどを記録した。
2021年10月18日にホークスと4年総額6,500万ドルの延長契約に合意した。

### サクラメント・キングス
2022年7月6日にモーリス・ハークレス、ジャスティン・ホリデー、ドラフト1巡目指名権とのトレードで、サクラメント・キングスへ移籍した。
2024年1月18日のインディアナ・ペイサーズ戦でキャリアハイとなる31得点を記録したが、チームは121-126で惜敗した。3月21日のメンフィス・グリズリーズ戦で左肩を脱臼する怪我を負い、同月29日に手術のために残りのシーズンを全休することが発表された。

### シカゴ・ブルズ
2025年2月3日にキングス、シカゴ・ブルズ、サンアントニオ・スパーズによる3チーム間のトレードで、ザック・コリンズ、トレ・ジョーンズ、ドラフト1巡目指名権と共にブルズへ移籍した。

## 個人成績

### NBA

#### レギュラーシーズン
| シーズン | チーム | GP  | GS  | MPG  | FG%  | 3P%  | FT%  | RPG | APG | SPG | BPG | PPG  |
| -------- | ------ | --- | --- | ---- | ---- | ---- | ---- | --- | --- | --- | --- | ---- |
| 2018–19  | ATL    | 75  | 59  | 27.3 | .419 | .385 | .732 | 3.3 | 2.9 | .9  | .3  | 9.7  |
| 2019–20  | ATL    | 56  | 48  | 31.4 | .413 | .380 | .828 | 4.1 | 3.8 | .9  | .5  | 12.2 |
| 2020–21  | ATL    | 69  | 49  | 30.8 | .432 | .363 | .781 | 3.3 | 3.5 | 1.2 | .3  | 11.9 |
| 2021–22  | ATL    | 74  | 60  | 29.6 | .454 | .389 | .808 | 3.4 | 2.7 | .7  | .4  | 12.1 |
| 2022–23  | SAC    | 75  | 75  | 29.4 | .485 | .402 | .725 | 3.3 | 2.9 | 1.1 | .3  | 15.2 |
| 2023–24  | SAC    | 64  | 59  | 24.4 | .443 | .361 | .766 | 3.5 | 2.6 | .7  | .4  | 10.2 |
| 2024–25  | SAC    | 43  | 15  | 20.9 | .413 | .302 | .714 | 2.8 | 1.7 | .8  | .4  | 7.9  |
| 2024–25  | CHI    | 26  | 16  | 30.0 | .439 | .376 | .714 | 3.3 | 3.2 | 1.2 | .3  | 13.2 |
| 通算     | 通算   | 482 | 381 | 28.1 | .441 | .375 | .760 | 3.4 | 2.9 | .9  | .3  | 11.6 |

#### プレーオフ
| シーズン | チーム | GP | GS | MPG  | FG%  | 3P%  | FT%  | RPG | APG | SPG | BPG | PPG  |
| -------- | ------ | -- | -- | ---- | ---- | ---- | ---- | --- | --- | --- | --- | ---- |
| 2021     | ATL    | 18 | 10 | 31.0 | .428 | .347 | .706 | 3.8 | 2.8 | .8  | .9  | 11.1 |
| 2022     | ATL    | 5  | 5  | 30.8 | .362 | .290 | .750 | 3.0 | 3.8 | 1.2 | .6  | 9.2  |
| 2023     | SAC    | 7  | 7  | 26.1 | .347 | .205 | .750 | 4.4 | 1.1 | .4  | 1.3 | 9.1  |
| 通算     | 通算   | 30 | 22 | 29.8 | .398 | .303 | .724 | 3.8 | 2.6 | .8  | .9  | 10.3 |

### カレッジ
| シーズン | チーム | GP | GS | MPG  | FG%  | 3P%  | FT%  | RPG | APG | SPG | BPG | PPG  |
| -------- | ------ | -- | -- | ---- | ---- | ---- | ---- | --- | --- | --- | --- | ---- |
| 2016–17  | UMD    | 33 | 33 | 29.4 | .420 | .371 | .714 | 4.9 | 2.7 | 1.0 | .7  | 9.3  |
| 2017–18  | UMD    | 32 | 32 | 34.4 | .503 | .417 | .758 | 5.0 | 3.4 | .6  | .7  | 14.8 |
| 通算     | 通算   | 65 | 65 | 31.9 | .466 | .394 | .749 | 5.0 | 3.0 | .8  | .7  | 12.0 |

## 人物
- 身長は201cmでスモールフォワードにもなり得るが、体重が90kgと軽いこともあり、シューティングガードとして出場する場合が多い。
- アトランタ・ホークス時代での背番号「3」を選んだ理由はドウェイン・ウェイドを尊敬しているからである。2019年3月4日のマイアミ・ヒート戦でウェイドと対戦し、試合後にユニフォーム交換を果たした。
- Huerterという姓は珍しく、NBAで初の選手となった。